# Konečný jazyk
Konečný jazyk je formální jazyk obsahující konečný počet slov. Konečné jazyky jsou nejjednoduššími jazyky.
Všechny konečné jazyky jsou regulární. Konečné jazyky lze popsat výčtem jejich prvků, zatímco u nekonečných jazyků pouze pomocí definování omezujících podmínek charakterizujících slova, která takový jazyk tvoří.
Pro konečný formální jazyk {\displaystyle \mathbb {L} }, kde {\displaystyle \Sigma ^{*}} je uzávěrem konečné neprázdné množiny vstupní abecedy
{\displaystyle \mathbb {L} \subseteq \Sigma ^{*}},
platí, že podmnožina {\displaystyle \mathbb {L} } je konečná.